# Eleccions parlamentàries poloneses de 1961
Les Eleccions parlamentàries poloneses de 1961 es van celebrar a la República Popular de Polònia per a renovar el Sejm el 15 d'abril de 1961, amb el Partit Comunista i els partits satèl·lits en un sistema de candidatures úniques per circumscripció, cosa que facilitava que sempre sortissin elegits el mateix nombre d'escons per als diferents partits. La participació fou del 95,00%.
El secretari del partit Władysław Gomułka va mantenir com a primer ministre de Polònia el continuista Józef Cyrankiewicz.

## Resultats
|                                 |                                 |                                 |                                 |            |        |           |     |
| Partit                          | Partit                          | Partit                          | Partit                          | Vots       | %      | Escons    | +/- |
|                                 | FJN                             |                                 | Partit Obrer Unificat Polonès   | 17,342,570 | 98.34  | 255 / 460 | 17  |
|                                 | FJN                             | Partit Popular Unit             | 117 / 460                       | 17,342,570 | 98.34  | 1         |     |
|                                 | FJN                             | Partit Demòcrata                | 39 / 460                        | 17,342,570 | 98.34  | =         |     |
|                                 | FJN                             | Independents                    | 49 / 460                        | 17,342,570 | 98.34  | 15        |     |
| Vots vàlids                     | Vots vàlids                     | Vots vàlids                     | Vots vàlids                     | 17,634,579 | 99.89  | –         |     |
| Vots invàlids                   | Vots invàlids                   | Vots invàlids                   | Vots invàlids                   | 19,067     | 0.11   | –         |     |
| Total                           | Total                           | Total                           | Total                           | 17,653,646 | 100.00 | 460       | 1   |
| Votants registrats/participació | Votants registrats/participació | Votants registrats/participació | Votants registrats/participació | 18,615,185 | 94.83  | –         |     |
| Font: Nohlen & Stöver           |                                 |                                 |                                 |            |        |           |     |